# NGC 5225
NGC 5225 је спирална галаксија у сазвежђу Ловачки пси која се налази на NGC листи објеката дубоког неба.
Деклинација објекта је + 51° 29' 27" а ректасцензија 13h 33m 20,0s. Привидна величина (магнитуда) објекта NGC 5225 износи 13,7 а фотографска магнитуда 14,5. NGC 5225 је још познат и под ознакама UGC 8540, MCG 9-22-78, CGCG 271-50, PGC 47731.